# 千平駅
千平駅（せんだいらえき）は、群馬県富岡市南蛇井乙にある上信電鉄上信線の駅。

## 歴史
- 1911年（明治44年）8月18日：開業[1]。

## 駅構造

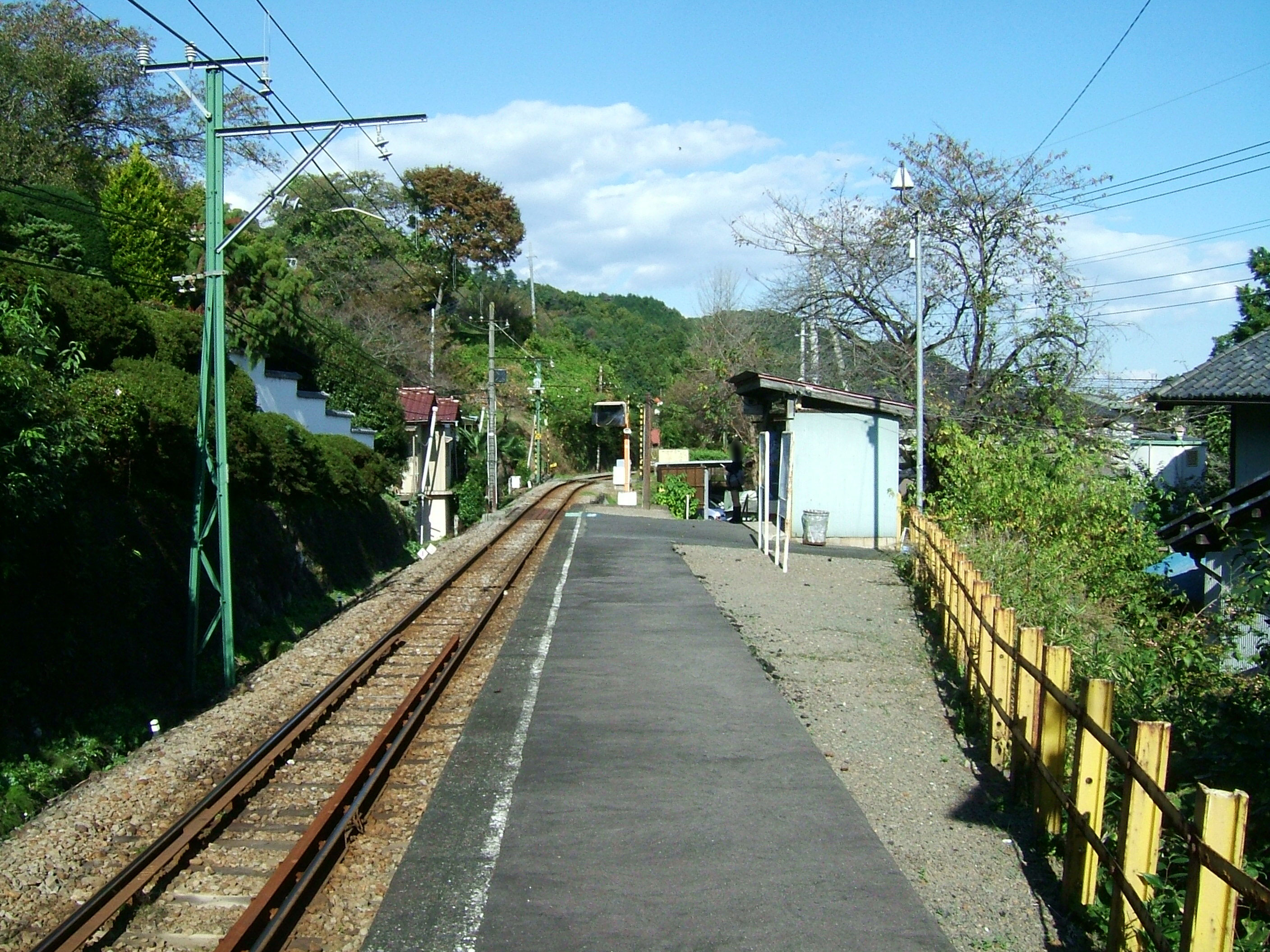
ホーム（2008年10月）

単式ホーム1面1線を有する地上駅。無人駅である。

## 利用状況
1日の平均乗車人員は以下の通りである。
| 年度 | 1日平均人数 |
| ---- | ----------- |
| 2007 | 31          |
| 2008 | 27          |
| 2009 | 25          |
| 2010 | 22          |
| 2011 | 18          |
| 2012 | 16          |
| 2013 | 17          |
| 2014 | 16          |
| 2015 | 14          |
| 2016 | 13          |
| 2017 | 12          |
| 2018 | 10          |
| 2019 | 13          |
| 2020 | 10          |
| 2021 | 12          |
| 2022 | 11          |

## 駅周辺
駅のすぐ近くは殆どが民家で、他に食品工場などがある。鏑川を渡って国道254号に出ると、道の駅しもにたや店舗などが点在する。
- 馬山簡易郵便局
- コメリハード＆グリーン下仁田店
- 群馬県道195号南蛇井下仁田線
- 鏑川

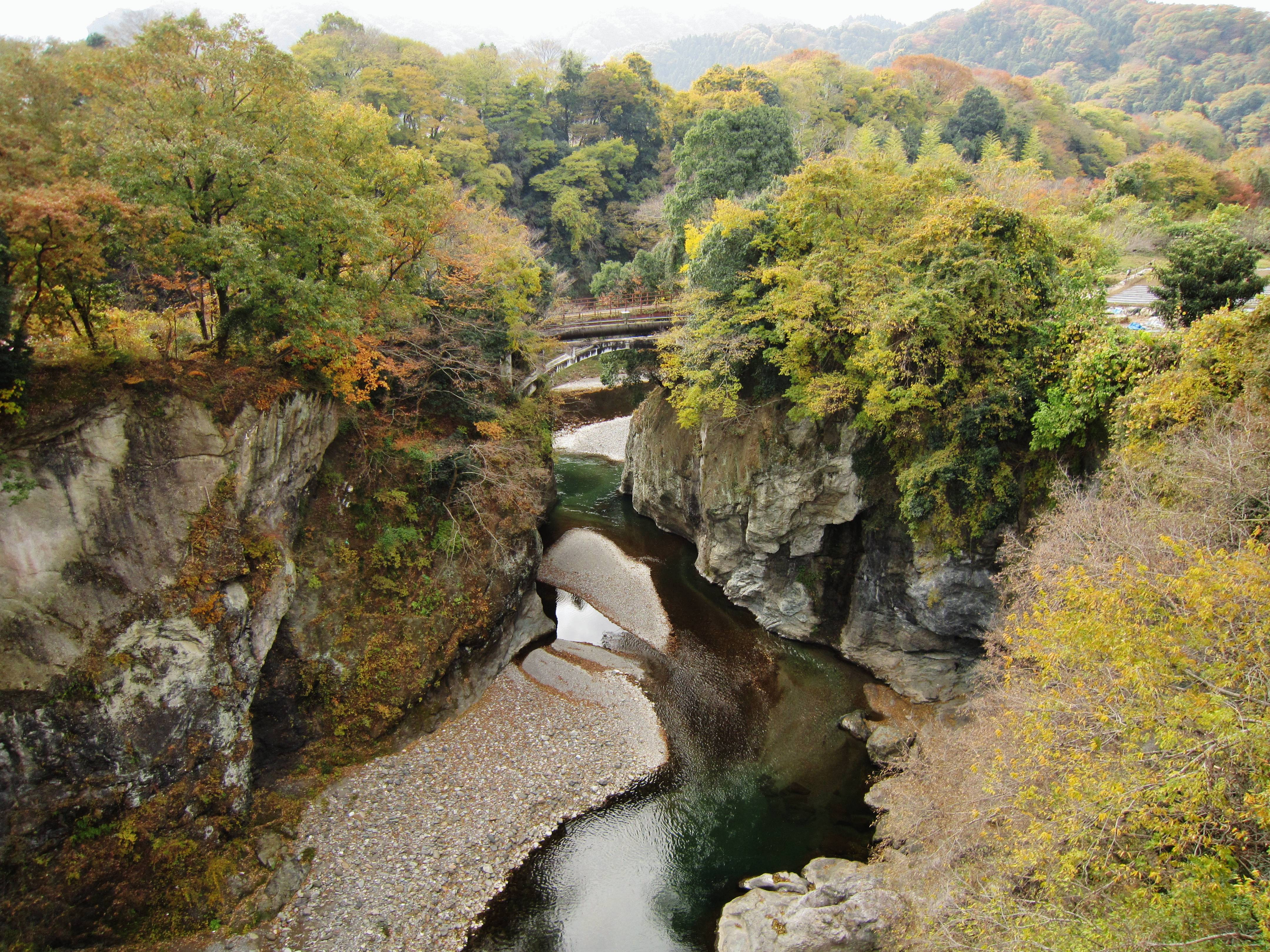
不通渓谷

## その他
上信線は吉井から南蛇井までの平野部を国道254号とほぼ平行して走っているが、南蛇井を過ぎると国道254号から離れ終点下仁田まで急峻な山間部を走ることとなる。明治の開業当初、下仁田町の養蚕業者が当時の蒸気機関車の煤煙による養蚕への悪影響を懸念したため、あえて山間部を抜けるルートを選んだことによる。下仁田駅との間の山側には、軽便鉄道時代に使われ、その後に廃止された煉瓦造りのトンネルが残っている。

## 隣の駅
上信電鉄
■上信線
南蛇井駅 - 千平駅 - （赤津信号所） - 下仁田駅